# Nostalrius
Nostalrius fue un proyecto independiente, en forma de servidor emulado para el videojuego World of Warcraft, el cual iniciaría operaciones el día 28 de febrero del año 2015 y finalizaría un año después, exactamente el 10 de abril del año 2016 (408 días en total). El servidor ejecutaba el parche 1.12, siendo ésta la última versión desarrollada del juego original conocida popularmente como Vanilla.
Su caso se hizo conocido cuando Blizzard Entertainment amenazó con demandar a los administradores del proyecto junto con la empresa OVH (su proveedor de servicios), forzando así el cese de operaciones del mismo, al parecer, alegando a una posible infracción de los derechos de autor del contenido que era manejado en el sitio, si bien esto último nunca llegó a especificarse del todo. Aquello provocó protestas por parte de jugadores como de personas no relacionadas al tema, además de incitar su redacción y seguimiento en varias columnas de noticias especializadas en videojuegos, todo ello debido al contexto en el que se desarrollaba la polémica.
Llegó a ser uno de los servidores independientes más exitosos hasta el día de hoy, teniendo un total de 800.000 cuentas registradas al momento de su cierre, junto con miles de jugadores activos en lo que estuvo operativo (un promedio de 220.000 mensuales).

## Breve Historia
Las personas encargadas del proyecto eran conocidos en internet bajo dos seudónimos: Daemon y Viper respectivamente.
Para el funcionamiento de su servidor se basaron en un núcleo a la vez que también en su base de datos, ambas públicas del mismo emulador, el cual era de código abierto y pertenecía a la comunidad de MaNGOS , este mismo emulador estaba diseñado para la versión 1.12 de World of Warcraft y se le conocía dentro de la comunidad como MaNGOS Zero.
Los cambios y correcciones añadidos a este emulador durante todo el desarrollo en privado de Nosalrius no habrían de ser liberados hasta mucho tiempo después, a pesar de que esta práctica incumpliera los parámetros de la licencia GPL V2 que poseía originalmente el emulador, sumado a que la misma licencia antes mencionada ni siquiera estuviera implementada dentro de su código fuente, incluyendo el día en el que estos cambios fueron a ver la luz.

### Discusión acerca de los Servidores Privados
A raíz de su cierre, comenzó una discusión acerca de la viabilidad de los erróneamente llamados "Servidores Privados", lo cual derivó en una colecta de firmas dentro del sitio web Change.org para que Blizzard Entertainment oyeran las peticiones de los jugadores sobre este tipo de comunidades, acerca de si deberían de ser permitidas o no, o siquiera deberían de llegar a ser válidas bajo ciertos lineamientos previamente definidos por la compañía.
Varias personalidades de internet en ese momento se sumaron para darle visibilidad al tema, como puede ser el caso de JonTronShow, Sodapoppin, Asmongold y PrinceJaume para los hispanohablantes, cada uno con una opinión diferente del asunto.
Si bien Blizzard podría haber demandado a Nostalrius por la infracción de sus derechos de autor, ya sea por el uso de su marca registrada o por la redistribución de su juego sin la previa autorización de la empresa, la demanda no habría tenido en cuenta el emulador con el que se fundamentaba el proyecto, ya que todo software o programa fruto directo de la Ingeniería Inversa no contiene información o datos que violen propiamente los derechos de autoría, sin embargo, Nostalrius jamás se desarrolló de forma pública, como tampoco lo hizo con su emulador, el cual no era precisamente suyo, sumado a que tenían un beneficio monetario de sus operaciones por medio de donaciones privadas.

## Respuesta de Blizzard
El 25 de abril del año 2016, J. Allen Brack daría una respuesta en torno al tema, mencionó la posibilidad de crear reinos "prísinos", los cuales aumentarían notablemente su nivel de dificultad, además de inhabilitar varias de las funcionalidades más recientes que pudieran llegarse a implementar en el juego, además mencionó que no era viable otorgar una licencia de funcionamiento para este tipo de servidores, ya que simplemente no eran compatibles con los intereses de la compañía.

### Reunión con el Equipo de Nostalrius
Blizzard entertainment finalmente invitaría a varios miembros del equipo de desarrollo original de Nostalrius a recorrer sus instalaciones en California, para luego discutir en privado un documento conocido como "Post Mortem", redactado por los mismos integrantes del equipo y de poco más de 80 páginas, en el cual se detallaba el desarrollo del proyecto, junto con datos estadísticos e información general acerca de su funcionamiento interno.

## Elysium Project
A causa del silencio que Blizzard había decidido mantener de cara al público durante los siguientes 6 meses, el equipo de Nolstarius compartió su código fuente con un servidor llamado Valkyre-WoW, alojado en rusia y con varios años de experiencia. Inicialmente esto sería solo el preludio para la fundación de un proyecto alterno que continuara el legado que había dejado Nostalrius, es por esto que el 17 de diciembre de ese mismo año crearon Elysium, un servidor que funcionaría con las mismas bases de datos anteriores al cierre de Nostalrius. 
En octubre del 2017 Elisyum cesó sus operaciones temporalmente debido a que se descubriría que una parte del su personal encargado en la administración de los fondos de las donaciones había malversado ingresos a su antojo, además de estar aparentemente involucrados en la venta de oro y personajes dentro del servidor.
Luego de este acontecimiento el proyecto experimentó una bajada drástica de jugadores activos dentro de sus reinos, efecto que sigue vigente hasta el día de hoy y del cual no se han podido recuperar todavía.

## Lanzamiento de WoW Classic
El 3 de noviembre del año 2017 Blizzard Entertainment en cabeza de J. Allen Brack anunciaría la salida oficial de World of Wacraft Classic, a pesar de haberse manifestado en contra de esta idea en el pasado. Este hecho no habría sido posible sin la participación de Nostalrius como también de su predecesor, junto con toda la comunidad de jugadores que habrían logrado reunir durante su existencia.
El lanzamiento se daría oficialmente el día 27 de agosto del año 2019.